# Berenice Abbott
Berenice Abbott (ur. 17 lipca 1898 w Springfield, zm. 9 grudnia 1991 w Monson) – amerykańska fotografka, najbardziej znana ze swoich portretów postaci świata kultury okresu międzywojennego w Stanach Zjednoczonych, czy fotografii nowojorskiej architektury lat 30. XX wieku. 

## Życie i twórczość
Urodziła się w Springfield (Ohio) jako córka Charlesa E. Abbotta i Alice Bunn. Jej rodzice rozwiedli się wkrótce po urodzeniu Abbott, a ona została wychowana przez matkę w Columbus (Ohio). Po ukończeniu tamtejszych szkół publicznych w Cleveland, wstąpiła na Ohio State University, ale wycofała się po jednym semestrze dziennikarstwa (1917-1918). Wkrótce potem (1918 r.) wyjechała do Nowego Jorku, gdzie utrzymywała się z pracy jako kelnerka, modelka artysty i grająca w Provincetown Playhouse. Wówczas (1918 r.) zainteresowała się rzeźbą i do 1921 r. była uczennicą Antoine'a Bourdelle'a oraz Constantina Brâncuşiego. W trakcie swojej pracy poznała surrealistycznego fotografa Mana Raya – była jego asystentką i studiowała fotografię. Do 1921 r. Abbott zebrała wystarczająco dużo pieniędzy, by pojechać do Europy, gdzie kontynuowała naukę rzeźby w Paryżu i Berlinie, aż nagle porzuciła sztukę. W 1926 r. otworzyła w Paryżu fotograficzne studio portretowe. Stała się znana dzięki licznym portretom artystów (takich jak James Joyce, Jean Cocteau, Djuna Barnes, Marie Laurencin). W 1929 r. wróciła do Stanów Zjednoczonych, gdzie podjęła pracę reporterki. Oprócz fotografii portretowej zajęła się szczegółową dokumentacją fotograficzną Nowego Jorku. Zainspirowana fotografiami dawnego Paryża Eugène'a Atgeta (który był jej odkryciem), dokumentowała narastające zmiany w zabudowie Nowego Jorku, który w latach 30. XX wieku ulegał radykalnej przebudowie. Żeby przybliżyć szerszej publiczności spuściznę Atgeta (zm. 1927), zakupiła jego prace, w 1968 r. odsprzedane Museum of Modern Art. W latach 1934–1958 wykładała fotografię w New School for Social Research w Nowym Jorku. W 1935 r. przeprowadziła się do loftu w Greenwich Village z krytyczką sztuki Elizabeth McCausland, z którą mieszkała aż do jej śmierci w 1965 r. Abbott była skrytą lesbijką.